# Daniel Diemer
Daniel Diemer (nacido el 21 de junio de 1996) es un actor canadiense, mejor conocido por su papel de Paul Munsky en la película de Netflix The Half of It, dirigida por Alice Wu . Antes de protagonizar la película, interpretó papeles menores en The Man in the High Castle y Sacred Lies.

## Primeros años
Daniel Diemer nació en Brentwood Bay, Columbia Británica. Su padre, Greg Diemer, trabaja como entrenador de tenis y empresario. Tiene un hermano menor, Aaron Diemer. Durante su juventud, trabajó en ocho trabajos diferentes a tiempo parcial, desde entrenador de ping pong, recogiendo arándanos hasta trabajos de contabilidad de bajo nivel. Cuando tenía 12 años, escribió y publicó un libro para niños.
A los 5 años empezó a jugar al fútbol y soñaba con convertirse en deportista, llegando incluso a jugar internacionalmente a los 12 años. Dejó de jugar porque "creció como un loco y perdió la velocidad". No queriendo renunciar a los deportes, se dedicó al tenis. Jugó a nivel provincial y quiso buscar una beca universitaria, antes de sufrir una lesión en la espalda que lo obligó a abandonar por completo una carrera atlética. Con su GPA de 4.0, ingresó a la clase de premedicina en Camosun College. Sin embargo, abandonó los estudios después de un semestre para dedicarse a un trabajo creativo, comenzando como modelo para una clase de arte. Se graduó de la Academia de Artes Dramáticas de Victoria en 2016.
Antes de debutar en la pantalla, Diemer vivía solo en un edificio improvisado para trabajadores de la construcción. Dormía en el sofá, miraba televisión en su tiempo libre y asistía a clases magistrales de actuación.

## Carrera

### Carrera temprana (2014-2018)
Después de que un amigo le aconsejara, Diemer debutó en la pantalla en un vídeo musical de Sidney York en 2014. Después de eso, se matriculó en la Academia de Artes Dramáticas de Victoria, estudiando en el programa de Actuación para Cine y Teatro. Audicionó muchas veces pero no recibió ninguna oferta de papel durante los primeros dos años. Consiguió un papel en la película Bloody Blacksmith del 2016 y protagonizó cuatro cortometrajes entre el 2017 y el 2018.

### Revelación (2018-2019)
En 2018, Diemer desempeñó un papel recurrente en la serie de televisión Sacred Lies durante cuatro temporadas. Después de eso, protagonizó dos películas, Emma Fielding: More Bitter Than Death y Family Pictures. Su papel en Sacred Lies le ganó popularidad y le ayudó a conseguir un papel en el exitoso drama histórico de Amazon Prime, The Man in the High Castle.

### The Half of It(2020)
Diemer consiguió un papel principal en The Half of It de Alice Wu, que Netflix distribuyó y estrenó el 1 de mayo de 2020. Interpretó a Paul Munsky, un torpe jugador de fútbol que pide ayuda a un inteligente introvertido asiático para cortejar a la chica que ambos quieren escribiéndole cartas. Alice Wu realizó al menos 600 audiciones de casting antes de descubrir a Diemer. Sobre por qué eligió a Diemer, Wu dijo: "Daniel irradia autenticidad. Es guapo, pero no de una manera que grite chico bonito de Hollywood". Necesitaba esa rara cualidad suya para que esta película aterrizara; con Daniel, el público puede subirse al viaje y sentir que está viendo personas reales, no actores, viviendo sus vidas en un pequeño pueblo rural de Estados Unidos. Se siente como 'uno de nosotros' aunque, en realidad, mide 6'4" y es hermoso". Diemer dijo que su experiencia como atleta lo ayudó en la película.
La película recibió críticas favorables y ganó el premio a la Mejor Película Narrativa en el Festival de Cine de Tribeca 2020.

## Vida personal
Diemer está saliendo con la actriz brasileña Larissa Dias.

## Filmografía

### Películas
| Año  | Título            | Papel         | Notas |
| ---- | ----------------- | ------------- | ----- |
| 2016 | Bloody Blacksmith | Norris        |       |
| 2020 | The Half of It    | Paul Munsky   |       |
| 2022 | Brazen            | Rand Morgan   |       |
| 2023 | Supercell         | William Brody |       |
| 2023 | Little Brother    | Jake          | [ 9 ] |
| 2023 | Thug              |               |       |

### Televisión
| Año  | Título                     | Papel      | Notas                  |
| ---- | -------------------------- | ---------- | ---------------------- |
| 2019 | The Man in the High Castle | Kent       |                        |
| 2019 | Family Pictures            | Killington | Película de televisión |
| 2021 | Black Summer               | Luke       |                        |
| 2022 | El club de la medianoche   | Bill/Rhett |                        |